# Гетман

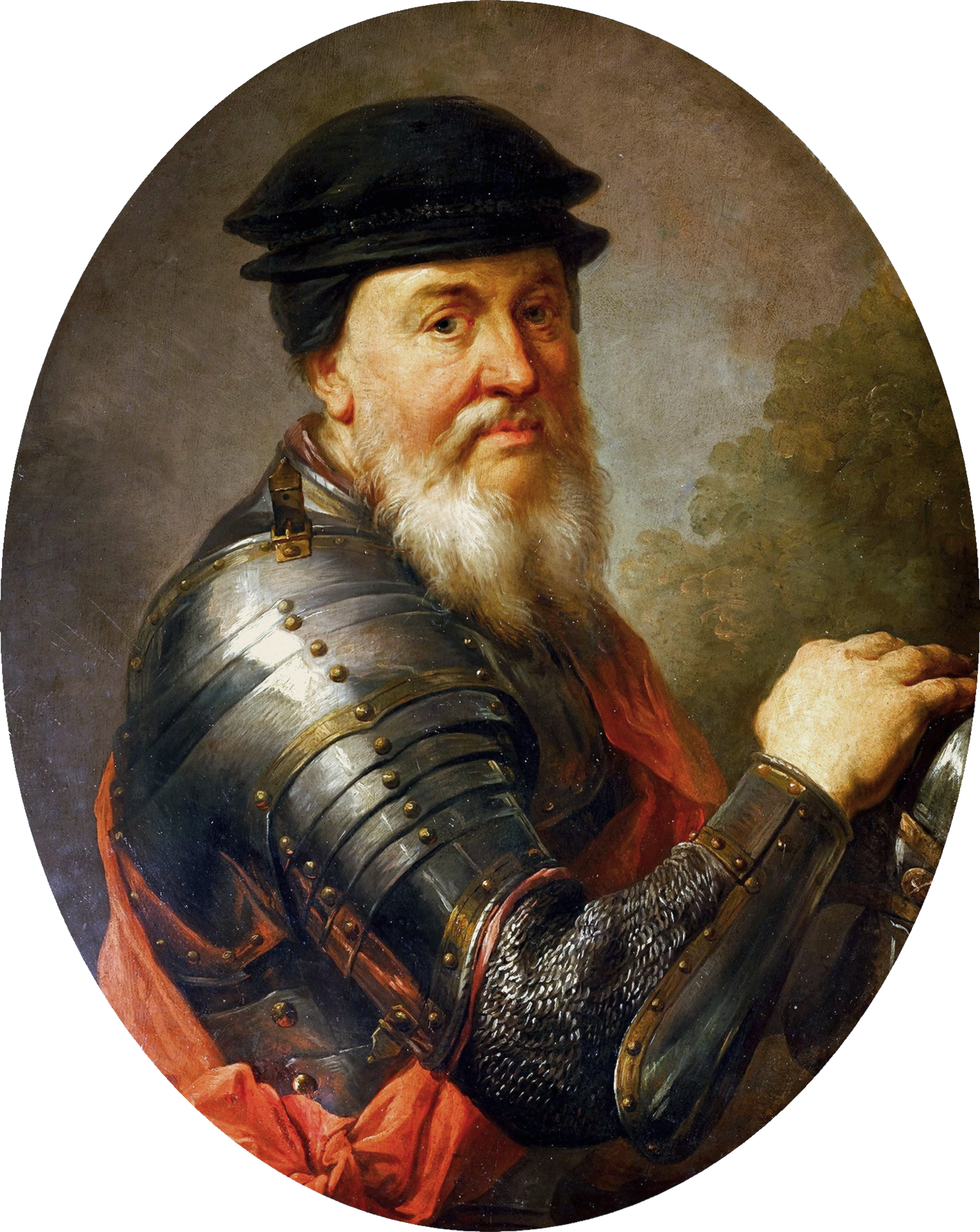
Первый польский гетман
Ян Амор Тарновский

Ге́тман (нем. Hauptmann, чеш. hejtman, пол. hetman, укр. гетьман, рум. hatman) — историческое звание командующего армией в Чехии времён таборитов, королевский наместник, позже постоянный главный начальник наёмного войска в Речи Посполитой, Войске Запорожском и Молдавском княжестве. 
Титул правителя Гетманщины с 1648 года по 1764 год, а так же Украинской державы в 1918 году; в современной Украине используется некоторыми объединениями граждан, которые считают себя наследниками традиций украинского казачества.
В современной Чехии гетман — это руководитель края.

## Происхождение слова
По мнению большинства учёных, слово «гетман» имеет немецкое происхождение от Хауптман (Hauptmann). Чешское слово «hejtman» при этом выводится от древневерхненемецкого «hauptmann» («haupt» означает «главный» или «голова», «mann» — «человек»), а польское «hetman» — из средненижненемецкого «hōd-man» (в XIV—XV веках использовался вариант «etman», с XV века — «hetman»). В немецком языке того времени это слово имело значение «командир вооружённого отряда», «капитан». В современных вооружённых силах немецкоязычных государств звание «гауптман» соответствует званию капитана. Альтернативная версия происхождения немецкого слова от польского имеет мало сторонников.
Подобное заимствование не является единичным. Тесные связи Польши и германских государств привели к массовому вхождению слов немецкого происхождения, в основном военной и административной тематики, в польский язык.

## Гетманы в землях Чешской короны
Начиная с XIII века и до 1918 года наместники чешского короля в землях Чешской короны (в Чехии, Моравии, Силезии, Эгерланде и Верхней Лужице), а также в Штирии носил титул земского гетмана (чеш. zemský hejtman). Первым эту должность получил епископ Бруно фон Шауэнбург, в 1262 году назначенный земским гетманом Штирии.
В Чехии в период гуситских войн гетманом (чеш. hejtman) называли командующих войском таборитов. Первым таборитским гетманом стал в 1420 году Ян Жижка. Фактически он являлся главнокомандующим, хотя формально был лишь одним из четырёх гетманов.
После административной реформы 2000 года, разделившей Чешскую Республику на края, гетманом называют главу края (чеш. krajský hejtman).

## Гетманы в Речи Посполитой
В Речи Посполитой гетман (пол. hetman) являлся командующим армией, и подчинялся только королю. Впервые он появился в Великом княжестве Литовском (в 1497 году), в Польском королевстве — в 1503 году. Первоначально титул гетмана давался только военачальникам на период боевых действий, однако с 1581 года он становится постоянным. С XVI столетия в Речи Посполитой существует четыре гетманских титула: два для Литвы («Литовские гетманы») и два для собственно Польши, «Короны» («Польские гетманы» или «Коронные гетманы»).
Полные названия титулов «Литовских гетманов»: Великий гетман литовский и его заместитель — Польный гетман литовский (титул учрежден в 1521 году, «полевой» гетман). Названия титулов «Польских гетманов»: Великий гетман коронный и его заместитель — Польный гетман коронный (титул учрежден в 1529 году). Гетманы имели широкие полномочия в военной сфере.
Первым «Польским гетманом» считается Святослав Коломиец, помещик из рода Коломийцев, который владел землёй поодаль от Варшавы.
В 1776 году права гетманов были ограничены созданием военного департамента Постоянного совета.
Гетманские титулы просуществовали до самого конца Речи Посполитой и были отменены лишь в 1795 году при её третьем разделе.

## Гетманы Войска Запорожского

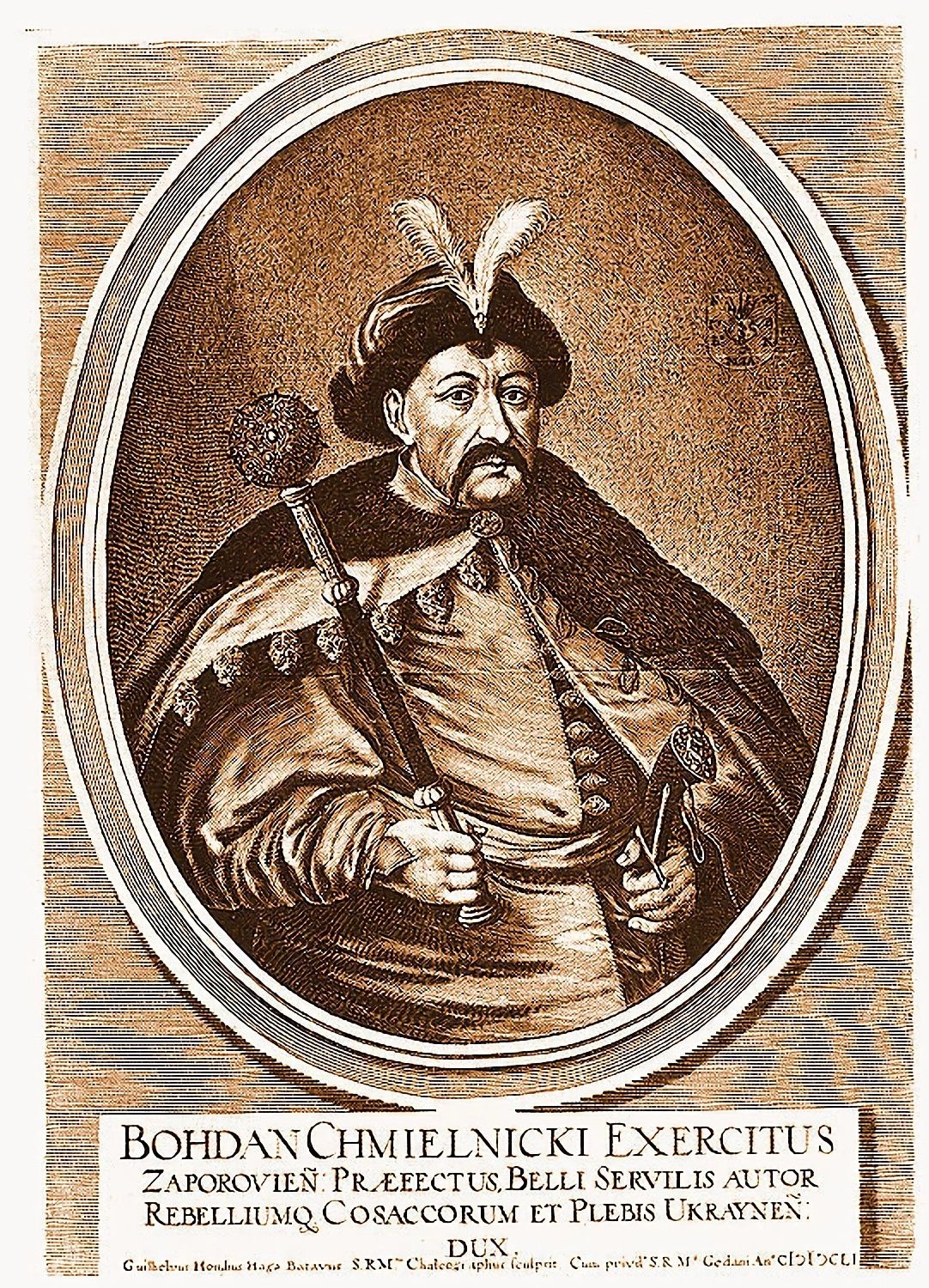
«Богдан Хмельницкий — Войска Запорожского Старший, Войны Холопской и Восстания Казаков Зачинатель и Крестьян украинских вождь».
Вильгельм Гондиус, 1651 год

После создания в 1572 году реестрового казацкого войска его начальник именовался «Гетман его королевского величества Войска Запорожского». Титул гетмана использовали и руководители казацких движений, не подчинявшихся правительству Речи Посполитой. После подавления казацко-крестьянских восстаний 1637—1638 годов титул гетмана реестровых казаков был упразднён.
В 1648 году на территории нынешней Украины началось восстание (1648—1654). Гетманом был провозглашен Богдан Хмельницкий. После Переяславской Рады с Россией (1654 год) Войско Запорожское входит в состав Русского царства. 
После смерти Богдана Хмельницкого Гетманщина раскололась: часть казаков перешла на сторону гетмана Ивана Выговского, ставленника Речи Посполитой, часть осталась верна Русскому царству и оказала Выговскому сопротивление, в результате чего низовые казаки стали подчиняться гетману лишь формально. По итогам военных действий, шедших с переменным успехом, в 1667 году был закреплен раскол украинских земель по берегам Днепра. Вплоть до 1704 года на Правобережье и Левобережье был свой гетман («Гетман левого берега Днепра» и соответственно «Гетман правого берега Днепра»). В 1669 году гетман Правобережной Украины Пётр Дорошенко перешёл в подданство турецкого султана, получив за это наследственную власть. После вторжения турок на Украину поляки заключили с султаном Бучачский мир, по которому они отказывались от Правобережья. Православное население правого берега Днепра массово бежало на левую сторону. В 1674 году левобережный гетман Иван Самойлович вместе с воеводой Ромодановским переправился через Днепр, в том же году Рада провозгласила его гетманом обоих берегов Днепра, но в войну на стороне Дорошенко вступили турки и татары. Объединить Гетманщину не удалось, а Правобережье временно опустело и потеряло своё стратегическое значение.

В 1696 году киевский воевода князь Барятинский получил от стародубского жителя Суслова письмо, в котором тот пишет: «Начальные люди теперь в войске малороссийском все поляки. При Обидовском, племяннике Мазепы, нет ни одного слуги казака. У казаков жалоба великая на гетманов, полковников и сотников, что для искоренения старых казаков, прежние вольности их все отняли, обратили их себе в подданство, земли все по себе разобрали. Из которого села прежде на службу выходило казаков по полтораста, теперь выходит только человек по пяти или по шести. Гетман держит у себя в милости и призрении только полки охотницкие, компанейские и сердюцкие, надеясь на их верность, и в этих полках нет ни одного человека природного казака, все поляки…»— С. М. Соловьев — «История России», т. XIV. М 1962, кн. VII, стр. 597-598
В 1704 году левобережный гетман Иван Мазепа, воспользовавшись восстанием против Речи Посполитой и вторжением в Польшу шведских войск, занял Правобережье, объединив Украину. Осенью 1708 года гетман Мазепа перешёл на сторону вторгшихся шведских войск, однако не был поддержан основной массой украинского казачества. Вновь избранный в 1708 году гетманом Иван Скоропадский остался верным союзником России.
Постепенно власть гетмана ослабела; в течение некоторых периодов гетманы не назначались. Окончательно гетманство было отменёно Екатериной II в 1764 году.

## Гетман Украины
В течение апреля — декабря 1918 года титул гетмана имел глава Украинской державы Павел Скоропадский. После установления на Украине власти Украинской Директории Павел Скоропадский сложил с себя звание гетмана, эмигрировал в Германию, где погиб в городе Потсдам в мае 1945 года во время налёта авиации США. До 1954 года его сын Даниил считался его сторонниками в Лондоне и Мюнхене легитимным наследником гетманского титула («гетманычем»).
22 января 2005 года, за день до инаугурации Президентом, Ющенко был назван Гетманом Украины. Памятник Богдану Хмельницкому в Киеве был изменён дополнением мемориального камня Ющенко. Назначение гетманом казачества Виктора Андреевича было произведено в то время, когда он уже не был в рядах казачества, так как был исключён из них годом ранее из-за того, что перестал платить членские взносы. Также за год до назначения Ющенко был «лишён казачьего воинского звания генерал-есаул и военных наград».

## Гетманы вМолдавском княжестве
В Молдавском княжестве гетман (рум. hatman) был вторым по старшинству (после воеводы) военачальником. Он входил в диван — совет при господаре, был хранителем княжеского меча и палицы. Кроме того, он являлся пыркэла́бом (рум. pârcălab, начальник крепости) и порта́ром (рум. portar, высокий сановник при господаре, отвечающий за охрану крепостных ворот и служивший также переводчиком при приёме иностранных посольств) Сучавы, столицы княжества. Гетман мог даже занимать должность Великого спэтара (рум. mare spătar — главнокомандующий). Название титула было заимствовано из Речи Посполитой.